# Give My Regards to Broad Street
Give My Regards to Broad Street är ett album från 1984 av den brittiske popartisten Paul McCartney. Albumet är ledmotivet till Paul McCartneys film med samma namn.
Singel från skivan var ballad-versionen av No More Lonely Nights med playout-versionen på B-sidan.

## Låtlista
Alla låtar skrivna av McCartney om inget annat anges 
1. "No More Lonely Nights (Ballad)" – 5:13
  - Med David Gilmour på gitarr
2. "Good Day Sunshine"/"Corridor Music" (John Lennon/Paul McCartney)/ (Paul McCartney) – 2:33
3. "Yesterday" (John Lennon/Paul McCartney) – 1:43
4. "Here, There and Everywhere" (John Lennon/Paul McCartney) – 1:43
5. "Wanderlust" – 4:07
6. "Ballroom Dancing" – 4:51
7. "Silly Love Songs"/"Silly Love Songs (Reprise)" – 5:27
8. "Not Such A Bad Boy" – 3:29
9. "So Bad" – 3:25
  - Saknades på LP:n
10. "No Values" – 4:12
11. "No More Lonely Nights (Ballad Reprise)"/"For No One" (Paul McCartney) / (John Lennon/Paul McCartney) – 2:12
12. "Eleanor Rigby"/"Eleanor's Dream" (John Lennon/Paul McCartney) / (Paul McCartney) – 9:10
  - På LP:n är Eleanor's Dream nerkortad till en knapp minut
13. "The Long and Winding Road" (John Lennon/Paul McCartney) – 3:57
14. "No More Lonely Nights (Playout Version)" – 5:03
15. "Goodnight Princess" – 3:58
  - Inte med på LP-versionen